# SPAS-15
La SPAS-15 es una escopeta de combate producida por la compañía italiana Luigi Franchi S.p.A.

## Diseño
El arma está basada en la SPAS-12 y posee modos de disparo similares de corredera/semiautomático. En el modo semiautomático, un pistón de gases empuja al portacerrojo y al cerrojo rotativo. En el modo de corredera, las mismas piezas son llevadas hacia atrás deslizando manualmente el guardamanos. El modo de corredera es necesario para disparar munición de baja presión, como cartuchos de gas lacrimógeno o "bolsas de frijoles" no letales. El cambio de modo de disparo se realiza presionando un botón sobre la empuñadura, y deslizando el guardamanos ligeramente hacia delante o atrás. El cañón tiene ánima cromada y está equipado con un choke atornillado.
A diferencia de su predecesora, la SPAS-12, la SPAS-15 es alimentada por un cargador extraíble. El arma cuenta con una culata plegable y seguro de empuñadura. Entre las tropas italianas se la conoce como "La Chiave dell'Incursore" (la llave del comando), ya que se utiliza para romper las cerraduras de las puertas cerradas.

## Legalidad
En 1994 se prohibió la importación de la SPAS-15 a Estados Unidos, habiéndose importado unas 180 escopetas, pero más tarde se levantó la prohibición. En Canadá, la SPAS-15 es clasificada como Arma Prohibida y no puede ser legalmente comprada o importada, excepto bajo circunstancias muy limitadas. En Italia, la SPAS-15 no está sujeta a ninguna restricción para su venta, compra o tenencia, y a pesar de que ya no se produce, es bastante usual en el mercado civil de armas de fuego.

## Usuarios
- Argentina: usada por la Gendarmería Nacional Argentina[4] y la Prefectura Naval Argentina.
- Bielorrusia: utilizada por el grupo antiterrorista "Almaz".[5]
- Brasil: utilizada por la unidad GRT de la Policía Militar.
- Israel: en uso con las fuerzas especiales.[6]
- Italia: 2.000 adquiridas en 1999 por el Ejército Italiano.[7] También utilizada por los Carabinieri.[8]
- Portugal: Ejército portugués.[9]
- República Dominicana: Ejército Dominicano.
- Serbia: Brigada Especial.[10]
- Túnez: Fuerzas Armadas de Túnez.[11]

Venezuela con 135 unidades